# Топазовые колибри
Топазовые колибри (лат. Topaza) — род птиц из подсемейства типичные колибри (Trochilinae) семейства колибри (Trochilidae).

## Описание
Самцы этих птиц являются крупнейшими колибри в своем ареале, а во всем семействе крупнее них только исполинский колибри (Patagona gigas). Достигают 22 см в длину и очень ярко окрашены. Обитают в Южной Америке, во влажных лесах Амазонии.

## Происхождение названия
От лат. topazus — «цвета яшмы, зелёный».

## Классификация
Род включает 2 вида:
- Topaza pella (Linnaeus, 1758) — Топазовый колибри
- Topaza pyra (Gould, 1846) — Пламенный топазовый колибри

Ранее один из видов, Topaza pyra, рассматривался как подвид второго, Topaza pella.